# Sycacantha digitiphora
Sycacantha digitiphora – gatunek motyli z rodziny trociniarkowatych i podrodziny Olethreutinae.
Gatunek ten opisany został po raz pierwszy w 2012 roku przez Józefa Razowskiego i Janusza Wojtusiaka na łamach „Acta Zoologica Cracoviensia”. Jako lokalizację typową wskazano Oban Hills w nigeryjskim stanie Cross River. Epitet gatunkowy oznacza po łacinie „zaopatrzona w palec” i nawiązuje do wyrostka kukulusa samca.
Motyl osiągający około 16 mm rozpiętości skrzydeł. Głowa jest brązowawokremowa. Tułów ma kolor brązowawy. Skrzydło przednie jest słabo rozszerzone ku krótkiemu szczytowi, z wypukłą krawędzią kostalną oraz lekko wklęśniętym brzegiem zewnętrznym. Ubarwienie ma kremowe z żółtawobrązowym odcieniem, delikatnym brązowym kreskowaniem, brązowym nakrapianiem wzdłuż niektórych żyłek oraz brązowymi przepaskami smukłą subterminalną i niepełną środkową. Skrzydło tylne jest brązowawe. Strzępiny skrzydeł przednich są brązowawe z elementami kremowymi, tylnych zaś kremowe. Genitalia samca mają drobny unkus, smukły wyrostek towarzyszący ze szczecinkami w tyle, smukły wyrostek pedunkulusa, krótką szyjkę walwy, długi i delikatnie zgięty kątowy sakulus, krótki i zwężony ku szczytowi kukulus z płatem brzusznym opatrzonym palcowatym wyrostkiem i silnym kolcem oraz krótki edeagus z wysklepionym środkiem strony brzusznej.
Gatunek afrotropikalny, znany tylko z Nigerii.